# Молдова на літніх Олімпійських іграх 2008
Молдова брала участь у Літніх Олімпійських іграх 2008 року в Пекіні (Китайська Народна Республіка), країна завоювала одну бронзову медаль. Збірну країни представляли 29 спортсменів у 8 видах спорту.

## Бронза
- Бокс, до 54 кг — В'ячеслав Гожан.